# دیوار انفجاری

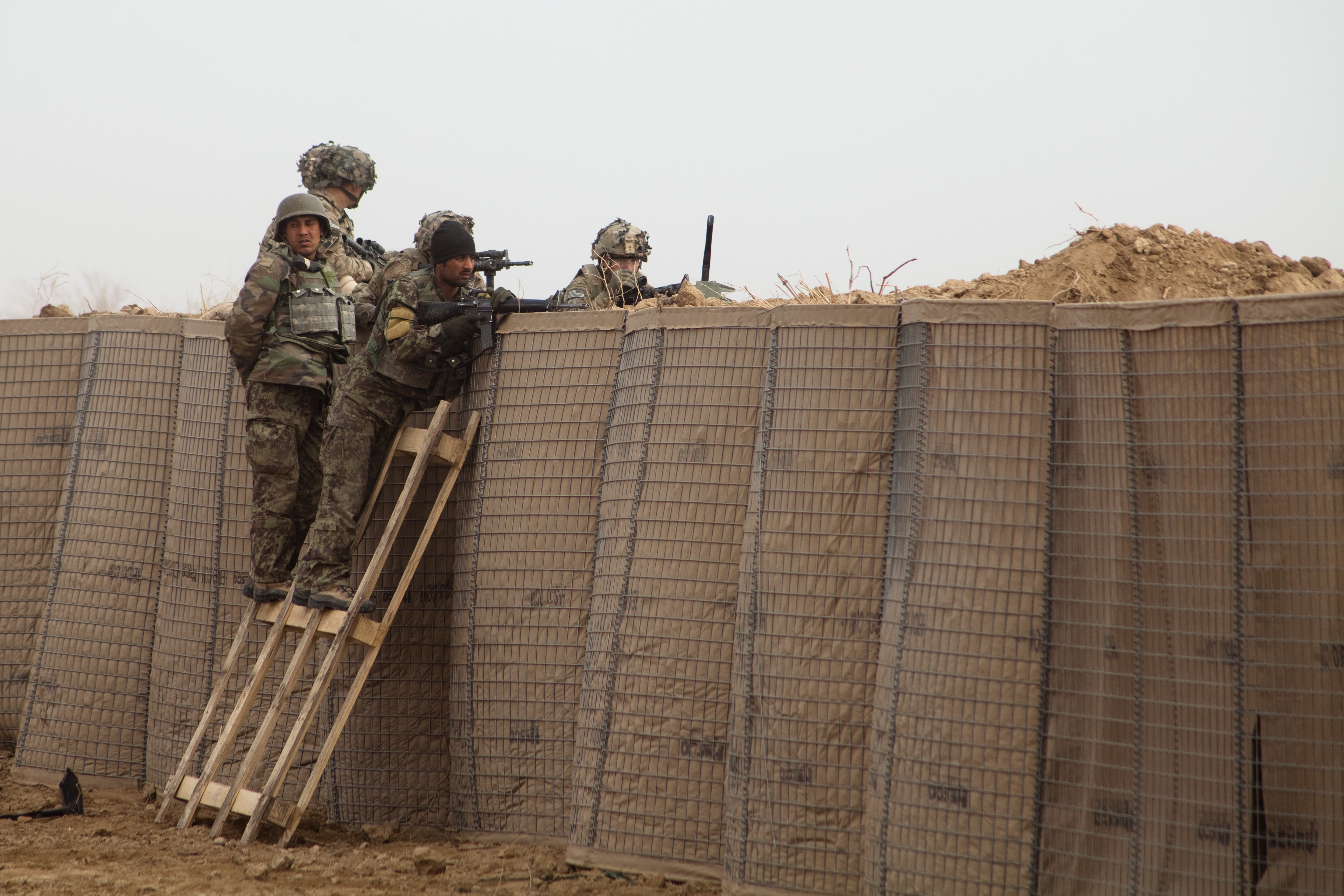
سربازان آمریکایی و افغان در پشت دیوار انفجاری ساخته شده از سنگرهای هسکو در افغانستان در سال ۲۰۱۲ ایستاده‌اند.

دیوار انفجاری (به انگلیسی: Blast wall) مانعی است که برای محافظت از ساختمان‌ها یا سایر سازه‌های آسیب‌پذیر و افراد داخل آن‌ها در برابر تأثیرات انفجار مجاور، خواه ناشی از حادثه صنعتی، عملیات نظامی یا تروریسم باشد، طراحی شده‌است.

## اثربخشی
تحقیقات آکادمی دفاع دانشگاه کرانفیلد، بر اساس کارهای قبلی، نشان داده‌است که دیوارهای انفجاری دارای ویژگی‌های زیر هستند:
- یک دیوار عمودی بدون تغییر شکل به‌طور قابل توجهی فشار بیش از حد و ضربه اوج انفجار را در منطقه ای بین ۴ تا ۶ ارتفاع دیوار در پشت آن کاهش می‌دهد.
- حفاظت مشابه در فواصل بیشتر پشت دیوار اتفاق می‌افتد، اما به میزان کم
- دیوارهای انفجاری بهترین عملکرد را دارند اگر انفجار نسبتاً نزدیک به جلوی دیوار باشد[۱]
- دیوارهای «سایبان دار» (با قسمت بالایی که از روی جلو آویزان است) محافظت در برابر انفجار بهبود یافته را بر روی دیوارهای صفحه نشان می‌دهند.
- سایبان ۹۰ درجه مؤثرتر از سایبان ۴۵ درجه است[۲]
- دیوارهای حاوی ماسه یا آب به خوبی کار می‌کنند و در صورت خرابی آسیب کمی وارد می‌کنند
- یک دیوار باید به اندازه کافی دست نخورده بماند تا بتواند با انفجار «تعامل» داشته باشد تا تأثیری داشته باشد[۳]